# Henry Wade
Pour les articles homonymes, voir Wade.
Henry Wade est le nom de plume du major Sir Henry Aubrey-Fletcher, 6e baronnet du nom, né le 10 septembre 1887 dans le Surrey et décédé le 30 mai 1969, sous lequel il est auteur britannique de roman policier.

## Biographie
Après des études à l'Université d'Oxford, il sert au premier bataillon des Grenadiers Guards et combat au front pendant la Première Guerre mondiale.  Décoré pour son courage, il quitte l'armée en 1920 et devient juge de paix et conseiller de comté dans le Buckinghamshire, où il exerce ensuite la fonction de Lord Lieutenant de 1954 à 1961.
En 1926, sous le pseudonyme de Henry Wade, il amorce une carrière d'auteur de whodunits et crée plusieurs héros récurrents, dont le plus célèbre demeure l'inspecteur John Poole.  Les enquêtes de ce fin limier rappellent les romans policiers réalistes de Freeman Wills Crofts ou de Richard Austin Freeman : construction minutieuse des intrigues, ton hautement britannique, milieux sociaux détaillés avec soin.
L'écrivain s'est également penché dans des récits moins standards, qui comptent parmi ses meilleurs titres, sur les faiblesses du système judiciaire anglais, notamment dans Hallali (1935) et Justice est faite (1938).  Il aura ainsi influencé des auteurs de littérature policière britannique, tels Richard Hull, Cyril Hare et Raymond Postgate, qui iront plus loin en ce sens. 
Il a été membre, dès sa fondation, du Detection Club.

## Œuvre

### Romans

#### SérieInspecteur John Poole
- The Duke of York’s Steps (1929) Publié en français sous le titre Rupture d'anévrisme, Paris, Librairie des Champs-Élysées, coll. « Le Masque » no 81, 1931
- No Friendly Drop (1931) Publié en français sous le titre Le Cocktail tragique, Paris, Nouvelle Revue Critique, coll. « L'Empreinte » no 5, 1932
- Mist on the Saltings (1933) Publié en français sous le titre Un cri dans la brume, Paris, Nouvelle Revue Critique, coll. « L'Empreinte » no 43, 1934
- Constable Guard Thyself! (1934) Publié en français sous le titre On a tué un policier, Paris, Nouvelle Revue Critique, coll. « L'Empreinte » no 67, 1935
- Bury Him Darkly (1936)
- Lonely Magdalen (1940) Publié en français sous le titre La Femme solitaire, Paris, Albin Michel, coll. « Le Limier » no 3, 1947
- Too Soon to Die (1953)
- Gold Was Our Grave (1954)

#### SérieInspecteur Lott
- The Dying Alderman (1930) Publié en français sous le titre Le Meurtre du conseiller, Paris, Nouvelle Revue Critique, coll. « L'Empreinte » no 2, 1932
- The Hanging Captain (1932) Publié en français sous le titre La Mort du capitaine, Paris, Nouvelle Revue Critique, coll. « L'Empreinte » no 16, 1933

#### SérieInspecteur Bragg
- Released for Death (1938) Publié en français sous le titre Justice est faite, Paris, Nouvelle Revue Critique, coll. « L'Empreinte » no 170, 1939

#### Autres romans
- The Verdict of You All (1926) Publié en français sous le titre Le Verdict, Paris, Alexis Rieder, coll. « Le Domino noir » no 14, 1932
- The Missing Partners (1928)
- The Floating Admiral (1931), écrit en collaboration avec des membres de Detection Club Publié en français sous le titre L'Amiral flottant, traduit par Violette Delevingne, Paris, Gallimard, coll. « Le Scarabée d'Or » no 1, 1936 ; réédition dans une nouvelle traduction par François Andrieux sous le titre L'Amiral flottant sur la rivière Whyn, Clermont-Ferrand, Éditions Paleo, coll. « De l'autre côté » no 4, 2003  (ISBN 2-84909-026-3)
- Heir Presumptive (1935) Publié en français sous le titre Hallali, Paris, Nouvelle Revue Critique, coll. « L'Empreinte » no 89, 1936
- The High Sheriff (1937) Publié en français sous le titre Le Treizième Baron, Paris, Nouvelle Revue Critique, coll. « L'Empreinte » no 143, 1938
- New Graves at Great Norne (1947)
- Diplomat’s Folly (1951)
- Be Kind to a Killer (1952)
- A Dying Fall (1955)
- The Litmore Snatch (1957)

### Nouvelles

#### Recueil de nouvelles de la sérieInspecteur John Poole
- Policeman’s Lot (1933)

#### Recueil de nouvelles de la sérieInspecteur Bragg
- Here Comes the Copper (1938)

#### Nouvelle isolée de la sérieJohn Bragg
- Smash and Grab (1945)

#### Autres nouvelles isolées
- Duello (1930)
- The Missing Undergraduate (1933)
- Payment in Full (1933)
- The Three Keys (1938)

### Autre publication sous le patronyme Sir Henry Aubrey-Fletcher
- A History of the Foot Guards to 1856 (1927)

## Sources
- Jacques Baudou et Jean-Jacques Schleret, Le Vrai Visage du Masque, vol. 1, Paris, Futuropolis, 1984, 476 p. (OCLC 311506692), p. 451.
- Claude Mesplède (dir.), Dictionnaire des littératures policières, vol. 2 : J - Z, Nantes, Joseph K, coll. « Temps noir », 2007, 1086 p. (ISBN 978-2-910-68645-1, OCLC 315873361), p. 35.